# Erythrina flabelliformis
Erythrina flabelliformis là một loài thực vật có hoa trong họ Đậu. Loài này được Kearney miêu tả khoa học đầu tiên.